# ФК Раднички Шид
ФК Раднички Шид је фудбалски клуб из Шида. Тренутно се такмичи у Војвођанској лиги Југ, четвртом такмичарском нивоу српског фудбала.
После сезоне 2009/10. у Српској лиги Војводина, где је заузео 14. место, клуб се спојио са Биг Булом из Бачинца па се у сезони 2010/11. такмичио под именом ФК Биг Бул Раднички Шид, али је у лето 2011. клуб прекинуо сарадњу са Биг Булом и од сезоне 2011/12. поново наступа под старим именом.